# Суперкубок Західного берегу з футболу 2010
Суперкубок Західного берегу з футболу 2010 — 1-й розіграш турніру. Матч відбувся 21 серпня 2010 року між чемпіоном Західного берегу клубом Джабал Аль-Мукабер та володарем Кубка Західного берегу клубом Тараджі (Ваді Аль-Нес).
| Володар Суперкубка Західного берегу 2010 |
| ---------------------------------------- |
|                                          |
| Тараджі (Ваді Аль-Нес) Перший титул      |

## Матч

### Деталі
| 21 серпня 2010 21:30 (EEST) |

| Тараджі (Ваді Аль-Нес) | 1:1 пен. 4:3 | Джабал Аль-Мукабер |
| ---------------------- | ------------ | ------------------ |
| Абу Хаммад 81'         | Протокол     | Сбеїх 3'           |

| Арбітр: Тарек Аль-Накіб |